# Tarmo Rüütli
Tarmo Rüütli (Viljandi, 11 agosto 1954) è un allenatore di calcio ed ex calciatore estone, di ruolo centrocampista.

## Palmarès

### Giocatore

#### Competizioni nazionali
- Campionato estone: 1

Kalakombinaat-MEK Pärnu: 1985
- Coppa d'Estonia: 7

Norma Tallinn: 1971, 1973, 1974
Kalakombinaat Pärnu: 1981, 1982
Kalakombinaat-MEK Pärnu: 1988, 1990

### Allenatore

#### Competizioni nazionali
- Campionato estone: 3

Levadia Tallinn: 2004, 2006, 2007
- Coppa d'Estonia: 4

Levadia Tallinn: 2003-2004, 2004-2005, 2006-2007
Flora Tallinn: 2008-2009
- Supercoppa d'Estonia: 1

Flora Tallinn: 2009